# Lijst van Belgische deelnemers aan de Paralympische Zomerspelen 1992
Deze lijst van Belgische deelnemers aan de Paralympische Zomerspelen 1992 in Barcelona geeft een overzicht van de sporters die zich hebben gekwalificeerd voor de Spelen.
| Paralympiër          | Sport        | Onderdeel | Ervaring   |
| -------------------- | ------------ | --- | ---------- |
| Alex Hermans         | Atletiek     | Discuswerpen Klasse C7 Kogelstoten Klasse C7                                                                                             | 4de Spelen |
| Ann-Gael de Saint    | Atletiek     | 100 m Klasse C7-C8 Speerwerpen Klasse C5>8 Discuswerpen Klasse C5>8                                                                      | 2de Spelen |
| Benny Govaerts       | Atletiek     | 800 m Klasse C7-C8 1500 m Klasse C7-C8 5000 m Klasse C7-C8                                                                               | 2de Spelen |
| Chris de Craene      | Atletiek     | 200 m Klasse TW4 100 m Klasse TW4 | 4de Spelen |
| Didier Simons        | Atletiek     | Discuswerpen Klasse THS2 100 m Klasse TS1 Kogelstoten Klasse THS2 Verspringen Klasse J1 Vijfkamp Klasse PS3                              | Debutant   |
| Georges Van Damme    | Atletiek     | 10.000 m Klasse TW3-4 1500 m Klasse TW3-4 Marathon Klasse TW3-4                                                                          | Debutant   |
| Gino De Keersmaeker  | Atletiek     | Discuswerpen Klasse THS2 Kogelstoten THS2                                                                                                | Debutant   |
| Johann Eerdekens     | Atletiek     | 10.000 m Klasse TW3-4 Marathon Klasse TW3-4                                                                                              | Debutant   |
| Koen Lambert         | Atletiek     | 200 m Klasse B3 400 m Klasse B3 | Debutant   |
| Kurt Van Raefelghem  | Atletiek     | 200 m Klasse B3 100 m Klasse B3 Verspringen Klasse B3                                                                                    | Debutant   |
| Patrick De Ryck      | Atletiek     | 1500 m Klasse B3 800 m Klasse B3 5000 m Klasse B3                                                                                        | 2de Spelen |
| Paul Van Winkel      | Atletiek     | 800 m Klasse TW4 100 m Klasse TW4 200 m Klasse TW4 5000 m Klasse TW3-4                                                                   | 4de Spelen |
| Peter Brepoels       | Atletiek     | 800 m Klasse B2 400 m Klasse B2 200 m Klasse B2                                                                                          | Debutant   |
| Raymond Van Herck    | Atletiek     | Discuswerpen Klasse THW7 Speerwerpen Klasse THW7 Vijfkamp Klasse PW3-4                                                                   | Debutant   |
| Sonia De Hauwere     | Atletiek     | Discuswerpen Klasse THS2 Kogelstoten Klasse THS2 Speerwerpen Klasse THS2                                                                 | Debutant   |
| Stanny Appermont     | Atletiek     | 800 m Klasse TW4 10.000 m Klasse TW3-4 5000 m Klasse TW3-4 1500 m Klasse TW3-4 Marathon Klasse TW3-4                                     | Debutant   |
| Steve Orens          | Atletiek     | 800 m Klasse TW3 400 m Klasse TW3 5000 m Klasse TW3-4 1500 m Klasse TW3-4                                                                | Debutant   |
| Ugo Verstraete       | Bankdrukken  | tot 52 kg | 2de Spelen |
| Carl Muylle          | Bankdrukken  | tot 67.5 kg | 2de Spelen |
| Pierre Vanderheyden  | Bankdrukken  | tot 75 kg | Debutant   |
| Herbert Diman        | Bankdrukken  | tot 75 kg | 2de Spelen |
| Xavier Windels       | Bankdrukken  | tot 82.5 kg | Debutant   |
| Jean Vanderesse      | Bankdrukken  | tot 82.5 kg | Debutant   |
| Stephane Pepin       | Bankdrukken  | over 100 kg | Debutant   |
| Carmelo Scalisi      | Boogschieten | Klasse Open | 3de Spelen |
| Ellen Vermander      | Boccia       | Individueel Klasse C1 Trio's Klasse C1-C2                                                                                                | Debutant   |
| Marc Craens          | Boccia       | Individueel Klasse C2 Trio's Klasse C1-C2                                                                                                | Debutant   |
| Hilde Vandenabeele   | Boccia       | Individueel Klasse C2 Trio's Klasse C1-C2                                                                                                | Debutant   |
| Steven Laekeman      | Boccia       | Individueel Klasse C2 Trio's Klasse C1-C2                                                                                                | Debutant   |
| Rudy Deketele        | CP-voetbal   | Heren | Debutant   |
| Rik Himpe            | CP-voetbal   | Heren | 3de Spelen |
| Marc Lorent          | CP-voetbal   | Heren | 2de Spelen |
| Dirk Musschoot       | CP-voetbal   | Heren | 3de Spelen |
| Geert Proot          | CP-voetbal   | Heren | 3de Spelen |
| Pascal Sikorski      | CP-voetbal   | Heren | Debutant   |
| Luc Teirbrood        | CP-voetbal   | Heren | Debutant   |
| John Wyns            | CP-voetbal   | Heren | 3de Spelen |
| Marcel van Meir      | CP-voetbal   | Heren | 3de Spelen |
| Hugo van Overmeire   | CP-voetbal   | Heren | 3de Spelen |
| Marc Daes            | Schermen     | Floret Klasse 3-4 Degen Klasse 3-4 | Debutant   |
| Guy Vangils          | Schietsport  | Luchtgeweer, 3x40 Klasse SH4 | Debutant   |
| Hans Peter Stamper   | Schietsport  | Olympische Wedstrijd Klasse SH4 | Debutant   |
| Hubert Scarpat       | Schietsport  | luchtpistool Klasse SH1 | Debutant   |
| Jan Boonen           | Schietsport  | Sport pistool Klasse SH1>3 luchtpistool Klasse SH2 Vrij pistool Klasse SH1>3                                                             | Debutant   |
| Johan Stragier       | Schietsport  | Olympische Wedstrijd Klasse SH2 Engelse Wedstrijd Klasse SH1>3                                                                           | Debutant   |
| Linda Hortz          | Schietsport  | Olympische Wedstrijd Klasse SH4 | Debutant   |
| Luc Dessart          | Schietsport  | Luchtgeweer, 3x40 Klasse SH4 Olympische Wedstrijd Klasse SH4                                                                             | Debutant   |
| Mario Dorigo         | Schietsport  | Luchtgeweer, 3x40 Klasse SH4 | 2de Spelen |
| Rene Remmerie        | Schietsport  | Olympische Wedstrijd Klasse SH2 | Debutant   |
| Walhter Vlaminck     | Schietsport  | Engelse Wedstrijd Klasse SH1>3 Olympische Wedstrijd Klasse SH3 Luchtgeweer, 3x40 Klasse SH3 Luchtgeweer, staand Klasse SH1>3             | Debutant   |
| Alain Ledoux         | Tafeltennis  | Open Klasse 1-5 Individueel Klasse 1 | 2de Spelen |
| C. Vansantvoort      | Tafeltennis  | Open Klasse 6-10 Individueel Klasse 8 | Debutant   |
| Claude Goffin        | Tafeltennis  | Open Klasse 1-5 Individueel Klasse 1 | 2de Spelen |
| Dimitri Ghion        | Tafeltennis  | Open Klasse 1-5 Individueel Klasse 4 | Debutant   |
| Giovanni Bruttomesso | Tafeltennis  | Open Klasse 1-5 Individueel Klasse 3 | 2de Spelen |
| Ingrid Borre         | Tafeltennis  | Open Klasse 6-10 Individueel Klasse 9 | 3de Spelen |
| Nico Vergeylen       | Tafeltennis  | Open Klasse 6-10 Individueel Klasse 8 | Debutant   |
| Robert Lorent        | Tafeltennis  | Open Klasse 1-5 Individueel Klasse 3 | Debutant   |
| Yves Delwasse        | Tafeltennis  | Open Klasse 1-5 Individueel Klasse 3 | Debutant   |
| Roland de Meersman   | Tennis       | Mannen Individueel | Debutant   |
| Guy Culot            | Wielersport  | tijdrit 1,500 m Klasse CP Div 1 | 2de Spelen |
| Geert Couchez        | Wielersport  | tijdrit 1,500 m Klasse CP Div 1 | 2de Spelen |
| Joseph Henrard       | Wielersport  | Wegwedstrijd Klasse Open | Debutant   |
| Jean Pierre Henrard  | Wielersport  | Wegwedstrijd Klasse Open | Debutant   |
| Luc Festen           | Wielersport  | Wegwedstrijd Klasse Open | Debutant   |
| Chris Vandijck       | Wielersport  | Wegwedstrijd Klasse Open | Debutant   |
| Claude Vancoillie    | Wielersport  | Wegwedstrijd Klasse LC1 | Debutant   |
| Carine van Puyvelde  | Zwemmen      | 50 m Vrije Slag Klasse B2 100 m Schoolslag Klasse B2 100 m Vrije Slag Klasse B2 200 m Schoolslag Klasse B2                               | 2de Spelen |
| Frederic Delaunoy    | Zwemmen      | 100 m Schoolslag Klasse SB9 100 m Vlinderslag Klasse S9 50 m Vrije Slag Klasse S9 100 m Vrije Slag Klasse S9 200 m Wisselslag Klasse SM9 | Debutant   |
| Sabrina Bellavia     | Zwemmen      | 100 m Schoolslag Klasse SB9 50 m Vrije Slag Klasse S9 100 m Vrije Slag Klasse S9 200 m Wisselslag Klasse SM9 400 m Vrije Slag Klasse S9  | Debutant   |
| Sebastian Xhrouet    | Zwemmen      | 100 m Vrije Slag Klasse S7 200 m Wisselslag Klasse SM6 400 m Vrije Slag Klasse S7                                                        | Debutant   |